# Toplița (okręg Sălaj)
Toplița – wieś w Rumunii, w okręgu Sălaj, w gminie Letca. W 2011 roku liczyła 125 mieszkańców.